# Sistotrema
Sistotrema Fr. (wielozarodniczka) – rodzaj grzybów z rodziny kolczakowatych (Hydnaceae).

## Systematyka i nazewnictwo
Pozycja w klasyfikacji według Index Fungorum: Hydnaceae, Cantharellales, Incertae sedis, Agaricomycetes, Agaricomycotina, Basidiomycota, Fungi.
Synonimy nazwy naukowej: Galziniella Parmasto, Heptasporium Bref., Hydnotrema Link, Sistotrema Raf., Urnobasidium Parmasto.
Polską nazwę nadał Władysław Wojewoda w 1977 r., wcześniej Franciszek Błoński opisywał należące do tego rodzaju gatunki pod nazwą palczak.

## Charakterystyka
Grzyby kortycjoidalne o owocniku rozpostartym lub siedzącym, miękkim, błonkowatym lub woskowatym. Hymenofor gładki, grudkowaty odontoidalny lub poroidalny. System strzępkowy monomityczny, strzępki zwykle cienkościenne, zwykle ze sprzążkami, ale kilka gatunków ma strzępki z prostymi przegrodami, na przegrodach często występują charakterystycznie oleiste ampułki. Czasami występują cystydy. Podstawki nieregularne, głównie 6–8-sterygmowe. Bazydiospory o różnym kształcie, gładkie, cienkościenne nieamyloidalne.
Sistotrema charakteryzuje się nieregularnymi podstawkami, zwykle z 6–8 sterygmami i strzępkami z oleistą zawartością. Do rodzaju tego należą grzyby naziemne i grzyby nadrzewne, ale ostatnio odkryto także, że niektóre z nich to grzyby mykoryzowe. Filogenetycznie Sistotrema jest taksonem polifiletycznym, blisko spokrewnionym z Hydnum, Clavulina i Membranomyces. Badania genetyczne wykazały, że wśród pieprznikowców nie ma potwierdzonych grzybów powodujących białą lub brunatną zgniliznę drewna. Białą zgniliznę powodują peroksydazy klasy II, ale jak dotąd nie wykryto ich u pieprznikowców. Franz Oberwinkler twierdzi, że S. brinkmannii jest porostem.
Gatunki występujące w Polsce:
- Sistotrema alboluteum (Bourdot & Galzin) Bondartsev & Singer 1941 – wielozarodniczka kremowożółta
- Sistotrema albopallescens (Bourdot & Galzin) Bondartsev & Singer 1941
- Sistotrema athelioides Hallenb. 1984[6]
- Sistotrema biggsiae Hallenb. 1984[6]
- Sistotrema brinkmannii (Bres.) J. Erikss. 1948 – wielozarodniczka gruzełkowata
- Sistotrema confluens Pers. 1794 – wielozarodniczka kapeluszowa
- Sistotrema coroniferum (Höhn. & Litsch.) Donk 1956 – wielozarodniczka koronowa
- Sistotrema coronilla (Höhn.) Donk ex D.P. Rogers 1935[6]
- Sistotrema diademiferum (Bourdot & Galzin) Donk 1956[6]
- Sistotrema oblongisporum M.P. Christ. & Hauerslev 1960 – wielozarodniczka wydłużonozarodnikowa
- Sistotrema octosporum (J. Schröt. ex Höhn. & Litsch.) Hallenb. 1984 – wielozarodniczka ośmiozarodnikowa
- Sistotrema porulosum Hallenb. 1984[6]
- Sistotrema raduloides (P. Karst.) Donk 1956[6]
- Sistotrema resinicystidium Hallenb. 1980[6]
- Sistotrema sernanderi (Litsch.) Donk 1956 – wielozarodniczka czterozarodnikowa

Nazwy naukowe na podstawie Index Fungorum. Wykaz gatunków i nazwy polskie według Władysława Wojewody i innych.